# Artur Litwinczuk
Artur Litwinczuk (biał. Артур Літвінчук, ur. 4 stycznia 1988) – białoruski kajakarz. Złoty medalista olimpijski z Pekinu.
Igrzyska w 2008 były jego olimpijskim debiutem. Triumfował w kajakowej czwórce. W 2009 Białorusini na tym samym dystansie zwyciężyli na mistrzostwach świata.